# Caenolestes
Caenolestes es un género de mamíferos marsupiales paucituberculados de la familia de los caenoléstidos conocidos vulgarmente como ratones runchos. Se conocen cinco especies propias de Sudamérica.

## Hábitat y distribución
Todas ellas pueblan bosques y praderas del extremo septentrional de los Andes, desde Venezuela al norte de Perú.
No obstante, las inaccesibles áreas de distribución geográfica de estas especies, al igual que las de los otros dos géneros de caenoléstidos, son imprecisas, pues en contadas ocasiones han podido capturarse o estudiarse ejemplares vivos o muertos.

## Características
El cuerpo, delgado y diminuto, parecido al de una musaraña, está cubierto por un denso pelaje de cortas dimensiones, de color grisáceo o pardo grisáceo, que puede ser más claro en las regiones ventrales, o uniforme en toda la superficie corporal.
La cabeza es alargado, con pequeños ojos oscuros y orejas redondeadas que sobresalen al pelo circundante. Las extremidades anteriores son ligeramente más cortas que las posteriores y poseen cinco dedos con uñas romas en los externos y afiladas garras curvas en los tres centrales. Las uñas de los cinco dedos posteriores son curvas y afiladas.
La cola es larga pero no está dotada de capacidad prensil. Escasamente cubierta de pelo del mismo color que el cuerpo, si bien en algunos ejemplares, la punta puede ser blanca.
Las hembras no poseen marsupio, abriéndose las mamas directamente sobre la superficie abdominal.

## Dieta
Los datos de que se dispone, sólo confirman los hábitos insectívoros de algunas de las especies del género, si bien no se descarta que sean capaces de cazar pequeños vertebrados recién nacidos. Algunos estudios de contenido estomacal del ratón runcho de vientre gris (Caenolestes caniventer) en Perú, confirman que la dieta de esta especie está basada fundamentalmente en larvas de invertebrados, pequeños invertebrados, fruta y otros productos vegetales.

## Reproducción
Apenas se dispone de datos acerca de la fisiología reproductiva de estas especies. Algunos estudios realizados con hembras de ratón runcho de Ecuador (Caenolestes fuliginosus), asoman la posibilidad de que en el sur de Colombia, los partos puedan tener lugar a principios de agosto, ya que cuatro de las seis hembras capturadas estaban amamantando crías, sugiriéndose además la posibilidad de que las camadas puedan ser más numerosas que los cuatro pezones de que dispone la madre.

## Comportamiento
Son básicamente terrestres, y aunque parecen no estar bien adaptados para el salto, son ágiles trepadores que emplean su larga cola como apoyo en la escalada.

## Especies
El género Caenolestes está conformado por cinco especies, las cuales se pueden agrupar en dos grupos bien definidos tanto en morfología como ecología: el primer grupo (conformado por C. caniventer, C. condorensis, C. convelatus y C. sangay) son más grandes y robustas, tienen el pelaje grueso y habitan en bosques subtropicales de elevación media. Por otro lado, el segundo grupo (conformado únicamente por C. fuliginosus) se caracterizan por ser más pequeños y delgados, tener un pelaje más lustroso y habita en bosques y páramos ubicados a una mayor altitud.
| Especies de Caenolestes  | Especies de Caenolestes    | Especies de Caenolestes         | Especies de Caenolestes                          |
| Especie                  | Autoridad                  | Estado de conservación          | Área de distribución                             |
| ------------------------ | -------------------------- | ------------------------------- | ------------------------------------------------ |
| Caenolestes caniventer   | Anthony, 1921              | Especie casi amenazada          | Suroeste de Ecuador y noroeste de Perú.          |
| Caenolestes condorensis  | Albuja & Patterson, 1996   | Especie vulnerable              | Cordillera del Cóndor, en el sureste de Ecuador. |
| Caenolestes convelatus   | Anthony, 1924              | Especie vulnerable              | Noroeste de Ecuador y oeste de Colombia.         |
| Caenolestes fuliginosusT | (Tomes, 1863)              | Especie bajo preocupación menor | Ecuador, Colombia y el noroeste de Venezuela.    |
| Caenolestes sangay       | Ojala-Barbour et al., 2013 | Especie no evaluada             | Ecuador.                                         |
| 1. 2.                    |                            |                                 |                                                  |